# جورج گلدوین
جورج گلدوین (انگلیسی: George Gladwin; ۲۸ مارس ۱۹۰۷ – Unknown) بازیکن فوتبال اهل بریتانیا بود.
از باشگاه‌هایی که در آن بازی کرده‌است می‌توان به باشگاه فوتبال وستهام یونایتد، باشگاه فوتبال دونکستر راورز، باشگاه فوتبال بارنزلی، باشگاه فوتبال منچستر یونایتد، باشگاه فوتبال وورکساپ تاون، و باشگاه فوتبال ورکسام اشاره کرد.